# Burak Yamantürk
Burak Yamantürk (nacido el 23 de diciembre de 1983) es un actor turco.
Yamantürk nació el 23 de diciembre de 1983 en İzmit. Primero estudió tecnologías submarinas y recibió lecciones de buceo, luego decidió seguir una carrera en la actuación. Comenzó a estudiar en la Ópera y Ballet Estatal de Estambul y finalmente se graduó de la Universidad Mimar Sinan con un título en danza moderna.
Hizo su debut con un pequeño papel en la película Ayhan Hanım del 2011, que finalmente se estrenó en 2014. En 2012, hizo su debut televisivo con la serie Veda basada en la novela, en la que interpretó al personaje de Kemal junto a Fahriye Evcen. Fue elegido para la serie de época "Tatar Ramazan" remake de la película. Actuó en la serie de época "Yasak" basada en la novela Muharadat de Fatma Aliye Hanım. En 2015, se unió al elenco de Acı Aşk. También tuvo un papel recurrente en el mini drama de época del 2020 Ya İstiklal Ya Ölüm.

## Filmografía
| Film       | Film                   | Film                | Film            |
| Año        | Título                 | Rol                 | Nosta           |
| ---------- | ---------------------- | ------------------- | --------------- |
| 2010       | Ayhan Hanım            |                     | Lanzado en 2014 |
| 2014       | Böcek                  |                     |                 |
| Television |                        |                     |                 |
| Year       | Title                  | Role                | Notes           |
| 2012       | Veda                   | Kemal               |                 |
| 2013–14    | Tatar Ramazan          | Coral diamante      |                 |
| 2014       | Hayat Yolunda          | Op. Dr. Selim Savaş |                 |
| 2014       | Yasak                  | Nejat               |                 |
| 2015       | Acı Aşk                | Mehmet              | Del episodio 8  |
| 2017       | İçimdeki Fırtına       | Fırat               |                 |
| 2017       | Kayıt Dışı             | Arda                |                 |
| 2019       | Sevgili Geçmiş         | Kenan Soykan        |                 |
| 2020       | Ya İstiklal Ya Ölüm    | Hayati              |                 |
| 2021       | Elbet Bir Gün          | Mehmet Kılıçlı      |                 |
| 2022       | En realidad eres libre | Erkan               |                 |
| 2022       | En línea recta         | Selim               |                 |